# Ківайни
Ківайни (пол. Kiwajny, нім. Quehnen) — село в Польщі, у гміні Гурово-Ілавецьке Бартошицького повіту Вармінсько-Мазурського воєводства.
Населення — 43 особи (2011).
У 1975-1998 роках село належало до Ольштинського воєводства.

## Демографія
Демографічна структура станом на 31 березня 2011 року:
|          | Загалом | Допрацездатний вік | Працездатний вік | Постпрацездатний вік |
| -------- | ------- | ------------------ | ---------------- | -------------------- |
| Чоловіки | 19      | 3                  | 14               | 2                    |
| Жінки    | 24      | 5                  | 10               | 9                    |
| Разом    | 43      | 8                  | 24               | 11                   |